# Nagysimonyi megállóhely
Nagysimonyi megállóhely egy Vas vármegyei vasúti megállóhely Nagysimonyi településen, a helyi önkormányzat üzemeltetésében. A község északnyugati részén helyezkedik el, közúti elérését a 834-es főútból kiágazó 84 324-es számú mellékút biztosítja.

## Vasútvonalak
A megállóhelyet az alábbi vasútvonalak érintik:
- Székesfehérvár–Szombathely-vasútvonal

## Kapcsolódó állomások
A megállóhelyhez az alábbi állomások vannak a legközelebb:
- Kemenesmihályfa megállóhely (Székesfehérvár–Szombathely-vasútvonal)
- Ostffyasszonyfa vasútállomás (Székesfehérvár–Szombathely-vasútvonal)

## Forgalom
| Járat            | Útvonal | Gyakoriság   |
| ---------------- | --- | ------------ |
| személyvonat     | Celldömölk – Kemenesmihályfa – Nagysimonyi – Ostffyasszonyfa – Sárvár – Porpác – Vép – Szombathely | Napi 5 pár   |
| személyvonat     | Veszprém – Márkó – Herend – Szentgál – Városlőd – Városlőd-Kislőd – Ajka – Ajka-Gyártelep – Devecser – Somlóvásárhely – Tüskevár – Karakószörcsök – Kerta – Boba – Nemeskocs – Celldömölk – Kemenesmihályfa – Nagysimonyi – Ostffyasszonyfa – Sárvár – Porpác – Vép – Szombathely | Napi 3-4 pár |
| Bakony InterCity | Budapest-Déli – Budapest-Kelenföld – Székesfehérvár – Várpalota – Pétfürdő – Öskü – Hajmáskér – Veszprém – Ajka – Devecser – Somlóvásárhely – Karakószörcsök – Boba – Celldömölk – Kemenesmihályfa – Nagysimonyi – Ostffyasszonyfa – Sárvár – Porpác – Vép – Szombathely          | Napi 1 pár   |